# أليسون روميو دانتاس دي أندرادي
أليسون روميو دانتاس دي أندرادي (بالبرتغالية: Alyson Romeu Dantas de Andrade) المعروف بلقب روميو (ولد في 25 مايو 1999 في البرازيل) لاعب كرة قدم برازيلي يجيد اللعب في مركز الوسط المدافع وأيضا قلب الدفاع. يلعب حاليا لصالح الشباب في الدوري البحريني الممتاز منذ 1 أغسطس 2023.

## المسيرة الرياضية

### الأندية
في 1 أغسطس 2023 انتقل روميو من بوتيغوار إلى الشباب البحريني في صفقة انتقال حر.